# ヨーロッパチュウヒ
ヨーロッパチュウヒ（欧羅巴沢鵟、Circus aeruginosus）は、鳥綱タカ目タカ科チュウヒ属に分類される鳥。

## 形態
体長はオスが49-55cmでメスが52-60cmである。翼開長は115-145cmである。
オスは重量が405-730gで、腹は赤褐色をしている。頭は白く頭から背にかけて褐色または黒色で、翼は雨覆と初列風切羽の先端も背と同様に褐色または黒色で、それ以外は灰白色である。メスは重量が540-960gで、体は全体的に黒褐色をしている。翼は褐色で、前縁や胸にクリーム色の斑が入っている。

## 分布
ノルウェー、デンマーク、リトアニア、ポーランド、ベラルーシ、ボスニア・ヘルツェゴビナ、中央アジア、アフガニスタン、中国、ロシアで繁殖し、バーレーン、マルタ、カナリア諸島では旅鳥でカタール、南スーダンでは越冬する。ヨーロッパ、コーカサス地方、中東、アフリカ、モンゴル、パキスタン、インド、ネパール、ミャンマー、シンガポールでは留鳥である。
日本では、1989年に山口県で幼鳥1羽が観察された記録が一例ある。
　

## 亜種
- Circus aeruginosus aeruginosus（Linnaeus, 1758）
  - ヨーロッパから中央アジアまでの地域で繁殖し、ナイル川周辺やサハラ砂漠以南のアフリカ、南アジアなどで越冬する[6][7]。日本で確認された個体はこの亜種である[5]。
- Circus aeruginosus harterti（Zedlitz, 1914）
  - モロッコやチュニジアなどに分布している[6][7]。

## 生態
主に内陸の湿地や沼地に生息する。河川や淡水湖、農耕地にも生息している。
主に小型から中型の鳥や卵、ウサギなどの哺乳類を捕食する。魚類、トカゲなどの爬虫類やカエルなどを食べる地域もある。
繁殖期は湿地に葦を山にして幅60-80cmの巣を作り、2-7個の卵を産む。卵は孵化まで31-38日かかり、その間メスが抱卵する。ヒナは35-40日で巣立つが、巣立ちできるヒナは2-4羽である。9月から10月に繁殖地を去り越冬地に向かう。越冬地は2月から3月に去り、3月から4月に繁殖地に戻る。

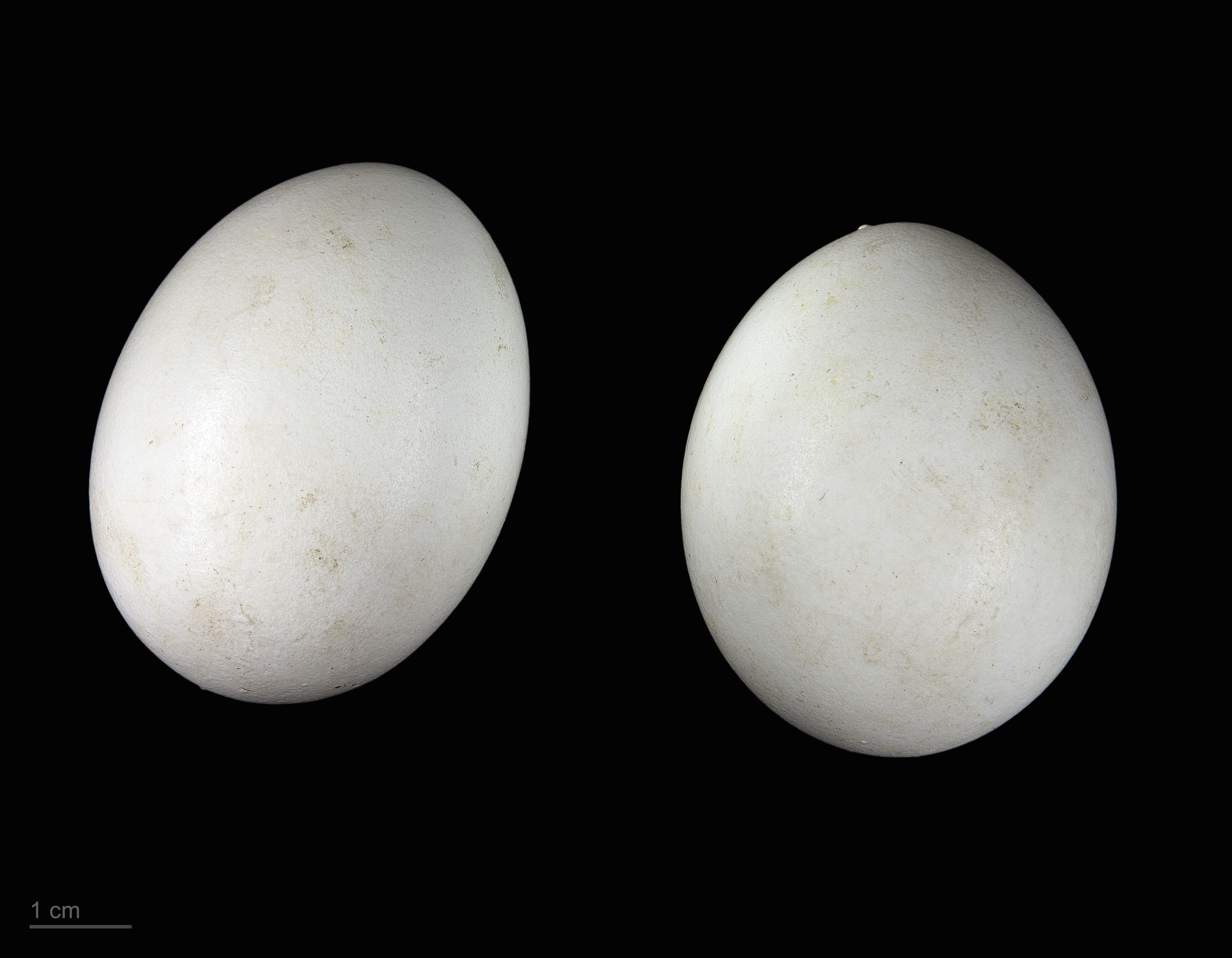
卵
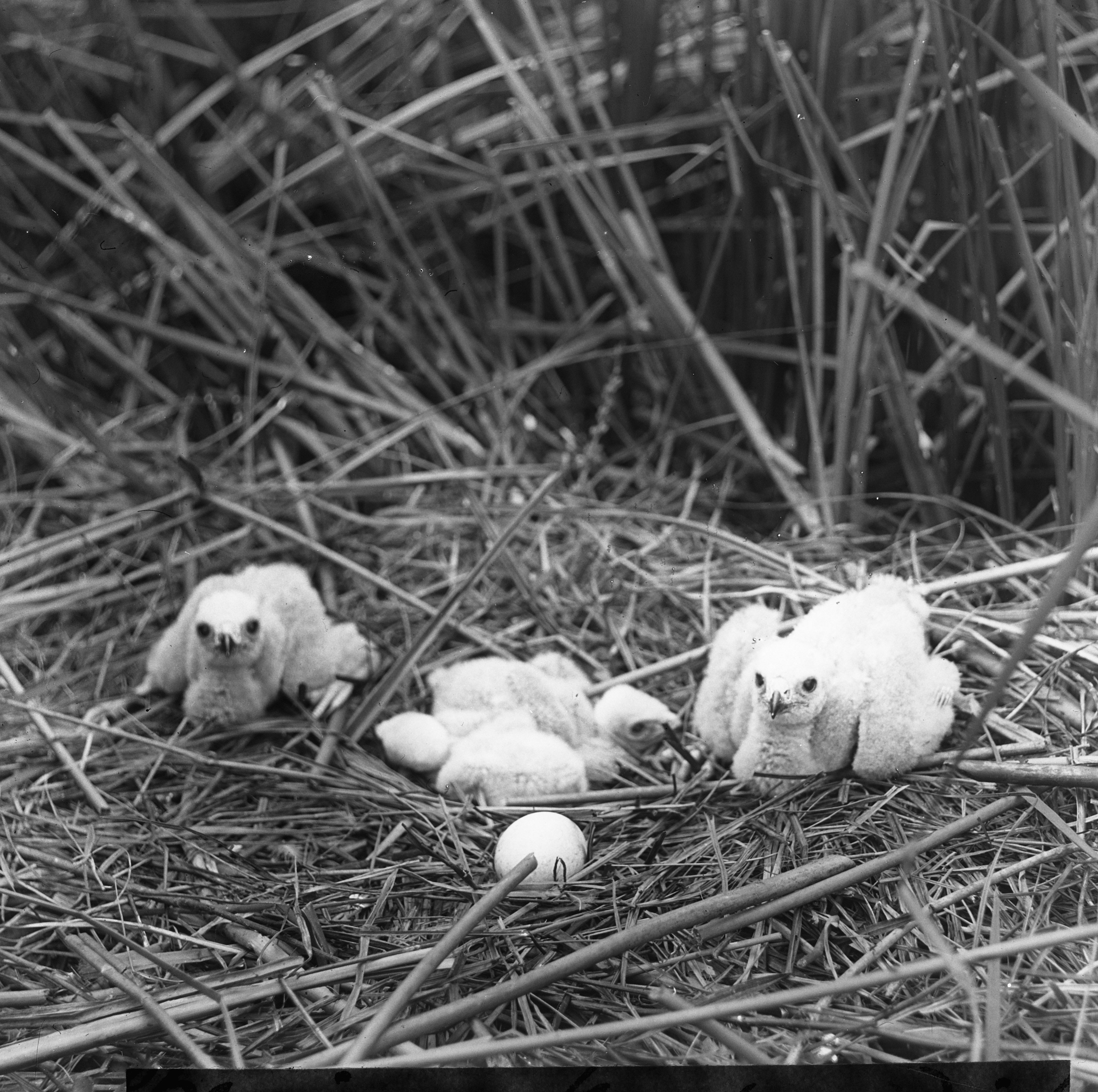
巣と雛（白黒写真）
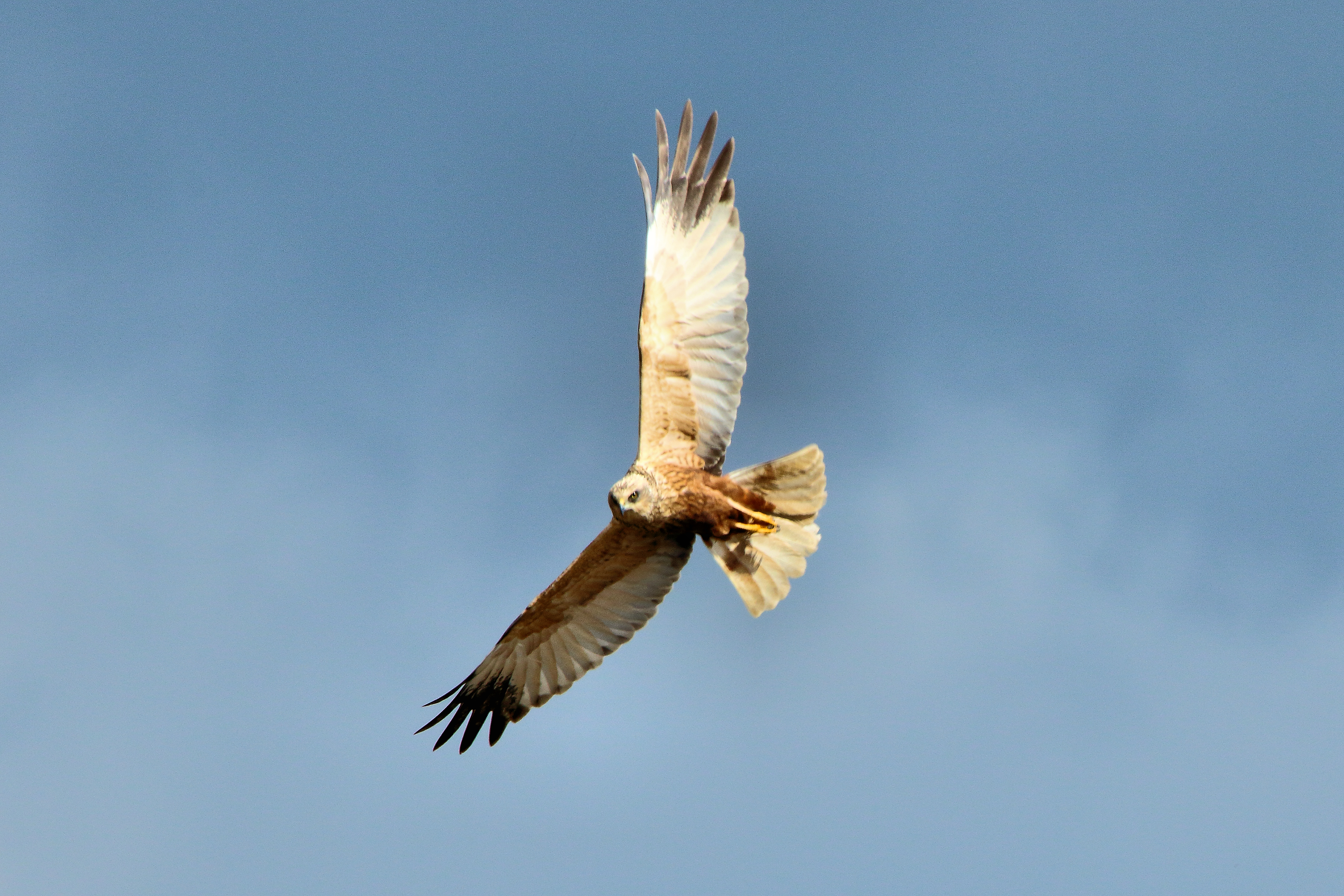
飛翔する様子